# Соединённые Штаты Китая
Соединённые Шта́ты Кита́я (кит. трад. 中華 合眾國, упр. 中华 合众国, пиньинь Zhōnghuá Hézhòngguó, палл. Чжунхуа Хэчжунго) — политическая концепция, впервые разработанная в начале 1920-х годов китайским политическим и военным деятелем Чэнь Цзюнмином. Предполагала преобразование Китая в федеративное государство по образцу Соединенных Штатов Америки. В настоящее время термин иногда используется для описания современной КНР, в которой созданы особые экономические зоны, имеющие значительную степень автономии.

## Концепция Чэнь Цзюнмина
Концепция Соединённых Штатов Китая была создана во времена эры милитаристов, когда у Китая не было единого правительства. Страна была расколота на несколько полунезависимых владений во главе с местными военачальниками. В таких условиях, по мнению Чэнь Цзюнмина, лучшим способом объединить страну было именно создание федерации, в которой отдельные провинции имели бы высокую степень автономии от центра (по образцу государственного строя США). В 1919—1922 годах Чэнь реализовывал свою программу в Гуандуне, в надежде, что впоследствии ему удастся убедить другие провинции присоединиться к федерации. В итоге, однако, планы Чэня успехом не увенчались, и Соединённые Штаты Китая не были созданы.

## Современное использование термина
Начиная с 1980-х годов, после начала политики реформ и открытости в КНР, термин Соединённые Штаты Китай вновь начал использоваться — на этот раз по отношению к особым экономическим зонам КНР: ряд учёных отмечает, что эти зоны имеют значительную степень автономии, сравнимую с таковой для субъектов федеративного государства, что позволяет говорить о превращении КНР в де-факто федерацию.